# Associazione Sportiva Cosenza 1967-1968
Questa pagina raccoglie le informazioni riguardanti l'Associazione Sportiva Cosenza nelle competizioni ufficiali della stagione 1967-1968.

## Rosa
| N. |                   | Ruolo | Calciatore           |
| -- | ----------------- | ----- | -------------------- |
|    | Italia (bandiera) | C     | Fabio Antonioli      |
|    | Italia (bandiera) | A     | Renato Campanini     |
|    | Italia (bandiera) | C     | Ezio Campidonico     |
|    | Italia (bandiera) | A     | Alfiero Caposciutti  |
|    | Italia (bandiera) | A     | Giancarlo Ciabattari |
|    | Italia (bandiera) | P     | Alberto Corti        |
|    | Italia (bandiera) | C     | Vincenzo Dionisi     |
|    | Italia (bandiera) | D     | Giuseppe Faggio      |
|    | Italia (bandiera) | A     | Nicola Fusaro        |
|    | Italia (bandiera) | A     | Gianfranco Gagliardi |
|    | Italia (bandiera) | C     | Giusto Lodi          |
|    | Italia (bandiera) | C     | Franco Marmiroli     |

| N. |                   | Ruolo | Calciatore         |
| -- | ----------------- | ----- | ------------------ |
|    | Italia (bandiera) | P     | Gianfranco Massari |
|    | Italia (bandiera) | D     | Francesco Millea   |
|    | Italia (bandiera) |       | Morinardo          |
|    | Italia (bandiera) | D     | Firmino Pederiva   |
|    | Italia (bandiera) | C     | Francesco Pozzobon |
|    | Italia (bandiera) | C     | Mario Rapetti      |
|    | Italia (bandiera) | C     | Egizio Rubino      |
|    | Italia (bandiera) | C     | Nicola Ruggiero    |
|    | Italia (bandiera) | P     | Vittorio Salatino  |
|    | Italia (bandiera) | C     | Claudio Varsi      |
|    | Italia (bandiera) | C     | Antonio Vita       |